# Jessica renneri
Jessica renneri là một loài nhện trong họ Anyphaenidae.
Loài này thuộc chi Jessica. Jessica renneri được Antonio D. Brescovit miêu tả năm 1999.